# Eleuterozous
Els eleuterozous (Eleutherozoa, del grec 'animals lliures') són un subembrancament de l'embrancament equinoderms que es caracteritza per ser de vida lliure, a diferència dels pelmatozous que viuen fixos al substrat.

## Taxonomia
Està format per les següents classes:
- Concentricicloïdeus (Concentricycloidea), al qual pertanyen les margarides de mar, compta amb 2 espècies.
- Holoturioïdeus (Holothuroidea), al qual pertanyen els cogombres de mar, amb 900 espècies.
- Equinoïdeus (Echinoidea), eriçons de mar, amb 850 espècies.
- Asteroïdeus (Asteroidea), estrelles de mar, amb 1.500 espècies.
- Ofiuroïdeus (Ophiuroidea), ofiures, amb 2.000 espècies.